# Лукаинена де лас Торес
Лукаинена де лас Торес (на испански: Lucainena de las Torres) е населено място и община в Испания. Намира се в провинция Алмерия, в състава на автономната област Андалусия. Общината влиза в състава на района (комарка) Лос Филабрес Табернас. Заема площ от 123 km². Населението му е 671 души (по данни от 2010 г.). Разстоянието до административния център на провинцията е 53 km.

## Демография
| 1998 | 1999 | 2000 | 2001 | 2002 | 2003 | 2004 | 2005 | 2006 | 2007 |
| ---- | ---- | ---- | ---- | ---- | ---- | ---- | ---- | ---- | ---- |
| 565  | 595  | 656  | 670  | 668  | 621  | 610  | 664  | 676  |      |